# Orinocosaltator
Orinocosaltator (Saltator orenocensis) är en fågel i familjen tangaror inom ordningen tättingar.

## Utseende och läte
Orinocosaltatorn är en vacker och färgglad stenknäcksliknande fågeln. Ovansidan är skiffergrå och undersidan skärbeige. På huvudet syns prydligt vitt på strupen och i ett ögonstreck. Över ögat har den en svart mask och även näbben är svart. Könen är lika. Sången, som ofta utförs i duett, består av tre varianter, alla ljudliga och melodiska.

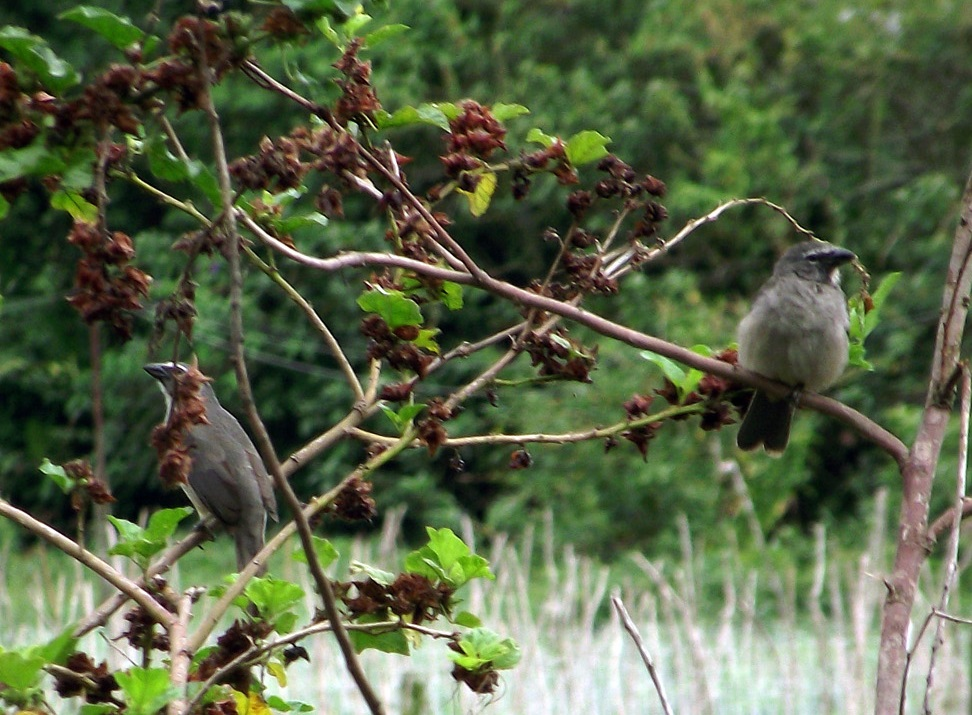

## Utbredning och systematik
Orinocosaltatorn förekommer i norra Sydamerika. Den delas in i två underarter med följande utbredning:
- Saltator orenocensis rufescens – förekommer i nordöstra Colombia (Guajirahalvön) och torra nordvästra Venezuela
- Saltator orenocensis orenocensis – förekommer i slättland i Venezuela (norr om Orinocofloden)

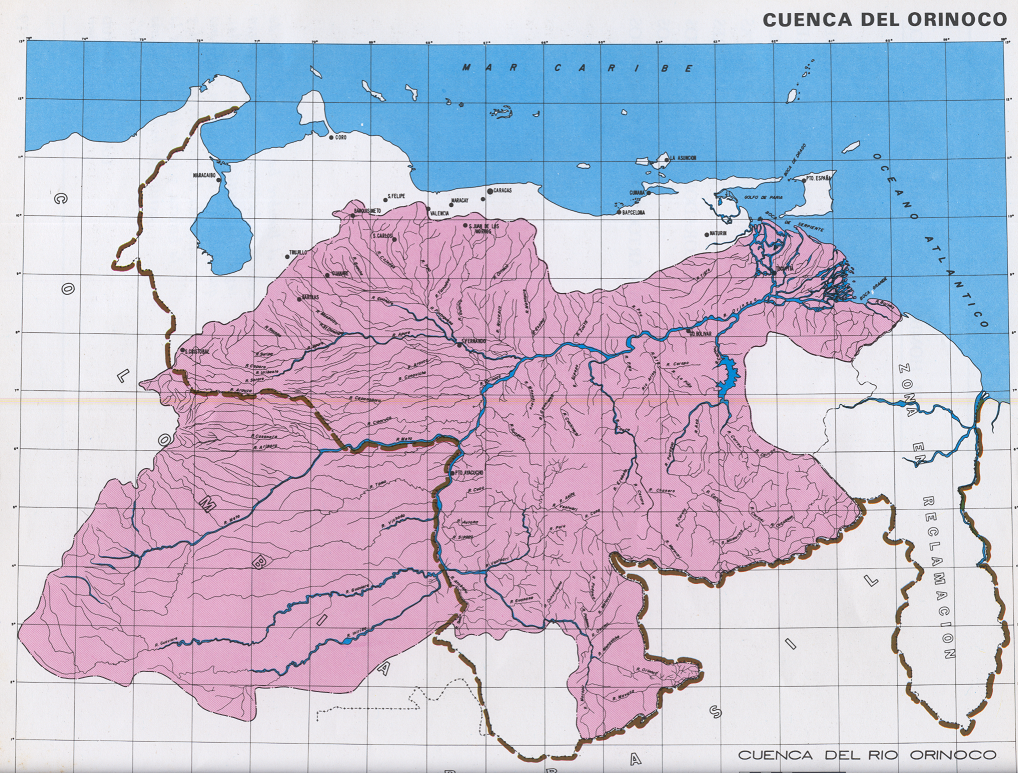
Fågeln är uppkallad efter Orinocofloden i norra Sydamerika.

### Familjetillhörighet
Tidigare placerades Saltator i familjen kardinaler. DNA-studier visar dock att de tillhör tangarorna.

## Levnadssätt
Orinocosaltatorn är en ganska vanlig fågel i torra regioner med buskar och spridda träd, kanter av galleriskog och savann. Den ses i par eller smågrupper födosökande efter frukt och blommor, men även insekter.

## Status
Arten har ett stort utbredningsområde och internationella naturvårdsunionen IUCN kategoriserar arten som livskraftig. Beståndsutvecklingen är dock oklar.